# St Mahew’s Chapel

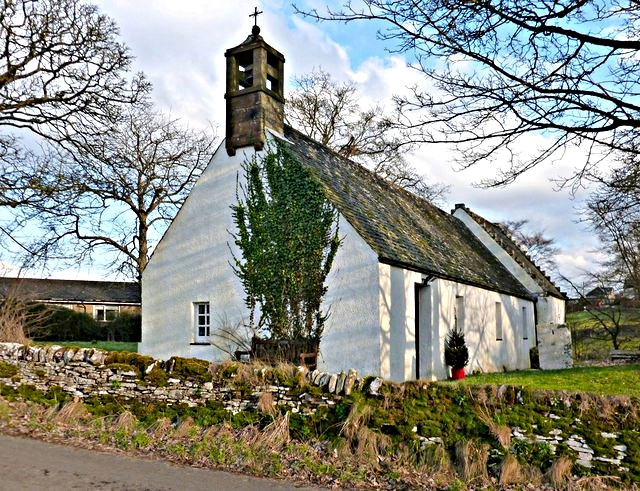
St Mahew’s Chapel

Die St Mahew’s Chapel ist ein Kirchengebäude am Rande der schottischen Stadt Cardross. Es liegt an einer Seitenstraße wenige hundert Meter außerhalb der Stadt. 1971 wurde die St Mahew’s Chapel in die schottischen Denkmallisten in der höchsten Kategorie A aufgenommen. Die Kirche ist heute noch als solche in Benutzung und Hauptkirche der 1978 gegründeten römisch-katholischen Pfarrei St Mahew’s.

## Geschichte
Der Standort der heutigen St Mahew’s Chapel wurde wahrscheinlich schon seit frühchristlichen Zeiten in Schottland als religiöse Stätte genutzt. Ein Vorgängerbau könnte auf den im Jahre 535 verstorbenen St Mochta of Louth zurückgehen. Eine wahrscheinlich spätere Kapelle wurde in Unterlagen aus dem 14. Jahrhundert erwähnt. Das heute erhaltene Gebäude wurde im Jahre 1467 eingesegnet und ersetzte dabei wahrscheinlich die zuvor an diesem Ort befindliche Kapelle. Ab 1640 wurde ein Teil des Gebäudes als Schule genutzt. Zum Ende des 19. Jahrhunderts wurde die St Mahew’s Chapel als leerstehend beschrieben. Durch umfangreiche Restaurierungsarbeiten im Jahre 1955 wurde die Kapelle wieder in einen nutzbaren Zustand versetzt. Später wurde sie als Gebetsraum des nahegelegenen Priesterseminars St Peter’s College genutzt.

## Beschreibung
St Mahew’s Chapel besteht aus zwei länglichen, in Ost-West-Richtung aneinandergereihten Gebäuden. Das westliche Gebäude wird durch drei einfache Sprossenfenster an der Südseite und eines in der nördlichen Wand erhellt. Der Eingangsbereich befindet sich im Südwesten. An der Nordseite geht ein kleiner, einstöckiger Anbau mit Pultdach ab. Das Gebäude schließt mit einem schiefergedeckten Satteldach. Auf dem Westgiebel sitzt ein kleiner, offener Glockenturm aus Sandstein auf, der aus den 1950er Jahren stammt und dem vormaligen Turm nachempfunden ist. Das östliche Gebäude besitzt zwei Sprossenfenster in der Südfassade und eines in der Giebelfläche. Es schließt beidseitig mit Staffelgiebeln ab. Alle Fassaden sind in der traditionellen Harling-Technik verputzt.
Im Inneren befindet sich nahe dem Eingang eine frühchristliche Kreuzplatte. Der Altarbereich mit der aus dem 15. Jahrhundert stammenden Kanzel und einem Sandsteinbogen ist im Osten eingerichtet. Neben einer gehauenen Darstellung der Kreuzigungsszene ist in der Kapelle auch eine Statue der heiligen Margareta von Schottland zu finden. Unterhalb des Altarbereichs befindet sich die Familiengruft der Napiers of Kilmahew.